# Westenholz
Westenholz är en dansk släkt med bland annat godsägare, författare, affärsmän och politiker.

## Kända medlemmar
- Regnar Westenholz (1815-1866), godsägare (Mattrup), statsman och finansminister.
- Ingeborg Westenholz (1856-1939), mor til Karen Blixen.
- Aage Westenholz (1859-1935), ingenjör och affärsman.
- Mary Westenholz (1857-1947), författare under pseudonymen Bertel Wrads.
- Anders Westenholz (1936-2010), psykolog och författare.
- Christian Felix Aage Westenholz (f. 1939), mag.art. i assyriologi.